# Kerstin Blomquist
Kerstin Birgitta Blomquist, född 15 december 1958 i Tjärstad i Östergötland, är en svensk skådespelare.

## Biografi
Blomquist studerade vid Teaterhögskolan i Stockholm 1981–1984. Efter utbildningen har hon frilansat vid olika teatrar som Upsala Stadsteater, Riksteatern, Teater Västernorrland, Unga Riks, Turteatern i Kärrtorp, Musikteatergruppen Oktober, Idéteatern, Teater Soja och Teater Tusan.

## Teater

### Roller
| År   | Roll   | Produktion                                 | Regi            | Teater    |
| ---- | ------ | ------------------------------------------ | --------------- | --------- |
| 1998 | Kråkan | Balladen om Marjan och Rolf Thomas Tidholm | Elisabeth Frick | Unga Riks |

### Fotnoter
1. ↑  ”Kerstin Blomquist”. Svensk Filmdatabas. http://sfi.se/sv/svensk-filmdatabas/Item/?type=PERSON&itemid=329568&ref=%2ftemplates%2fSwedishFilmSearchResult.aspx%3fid%3d1225%26epslanguage%3dsv%26searchword%3dKerstin+Blomquist%26type%3dPerson%26match%3dBegin%26page%3d1%26prom%3dFalse. Läst 17 oktober 2012.
2. ↑  Mikael Löfgren (23 oktober 1998). ”Rolf rånar med pilbåge. Skarpladdad dramatisering av 'Balladen om Marjan och Rolf'.”. Dagens Nyheter. https://www.dn.se/arkiv/teater/rolf-ranar-med-pilbage-skarpladdad-dramatisering-av-balladen-om-marjan-och-rolf/. Läst 6 mars 2022.